# Huatabampo (kommun)
Huatabampo är en kommun i Mexiko.   Den ligger i delstaten Sonora, i den västra delen av landet, 1 300 km nordväst om huvudstaden Mexico City.
Följande samhällen finns i Huatabampo:
- Huatabampo
- La Unión
- Etchoropo
- Yavaros
- Las Bocas
- La Sábila
- Navobaxia
- San Antonio
- 17 de Octubre
- Agiabampo Número Dos
- Álvaro Obregón
- Chapultepec
- Luis Echeverría Zuno
- 6 de Enero
- 24 de Febrero
- Insurgentes de Pueblo Yaqui
- Emiliano Zapata Uno
- Buiyarumo
- Torocoba
- Bacapaco
- Las Mamias
- El Sufragio
- Totoliboqui
- Mayo Fuerte
- Morelos
- Adolfo López Mateos
- Las Parritas
- Unificación Campesina
- El Nacapul
- Sonora Sinaloa
- Oraba
- 10 de Abril
- La Reforma
- El Porvenir
- Chijubampo
- La Arenita
- Juan Escutia
- Huepaco
- Agiabampo Dos
- Chichibojoro
- Las Flores
- Aquichopo
- La Rosita
- El Dátil
- Tierra y Libertad
- Las Ánimas
- La China